# Kallithea
Kallithea (greacă Καλλιθέα) este un oraș în Grecia.
- Suprafața: 5 km²
- Locație: 37.953 (37°57'15') N, 23.657 (23°41'49') E
- Altitudine: Faliro, 25 m (cen.), 50 m
- Cod oștal: 176 xx

## Populație
| An   | Populație | Densitate     |
| ---- | --------- | ------------- |
| 1981 | 117 319   | 16 759,86/km² |
| 1991 | 114 233   | 16 319/km²    |